# It'll Shine When It Shines
It'll Shine When It Shines è il secondo album del gruppo di country rock statunitense The Ozark Mountain Daredevils. Nell'album è contenuta Jackie Blue, una delle canzoni più famose della band.

## Tracce
Lato A
1. You Made It Right – 3:48 (Elizabeth Anderson, John Dillon)
2. Look Away – 3:35 (Randle Chowning)
3. Jackie Blue – 4:10 (Larry Lee, Steve Cash)
4. Kansas You Fooler – 2:37 (Larry Lee)
5. It Couldn't Be Better – 4:23 (Elizabeth Anderson, John Dillon)
6. E.E. Lawson – 3:33 (Steve Cash)

Lato B
1. Walkin' Down the Road – 3:26 (John Dillon)
2. What's Happened Along in My Life – 3:34 (Larry Lee)
3. It Probably Always Will – 3:12 (Michael Granda)
4. Lowlands – 3:48 (John Dillon)
5. Tidal Wave – 4:10 (John Dillon, Steve Cash)
6. It'll Shine When It Shines – 3:37 (John Dillon, Steve Cash)

## Musicisti
- John Dillon - voce, chitarra, tastiere, dulcimer, armonica
- Randle Chowning - voce, chitarra, mandolino, chitarra resonator
- Steve Cash - voce, armonica, percussioni
- Buddy Brayfield - voce, tastiere
- Michael Granda - voce, basso, chitarra
- Larry Lee - voce, batteria, tastiere, chitarra

Ospiti
- Nick DeCaro - accordion (brano: It'll Shine When It Shines)
- Glyn Johns - chitarra (brano: Lowlands)
- Jody Troutman - accompagnamento vocale (brano: Lowlands)[2]